# 麦西热甫
麦西热甫（維吾爾語：مەشرەپ‎，拉丁维文：meshrep），又称麦西来甫，是维吾尔族的一种含舞蹈的一系列传统表演艺术。麦西热甫源自阿拉伯语，维吾尔语意为“聚会、场所”，是古代维吾尔族先民祭祀、祈福、庆典活动的遗存和发展。
2010年11月15日，经正在内罗毕举行的联合国教育、科学及文化组织保护非物质文化遗产政府间委员会第五次会议审议通过，麦西热甫被列入2010年《急需保护的非物质文化遗产名录》，意即麦西热甫的存续状况受到威胁，需制订专门计划进行急需保护

## 特征

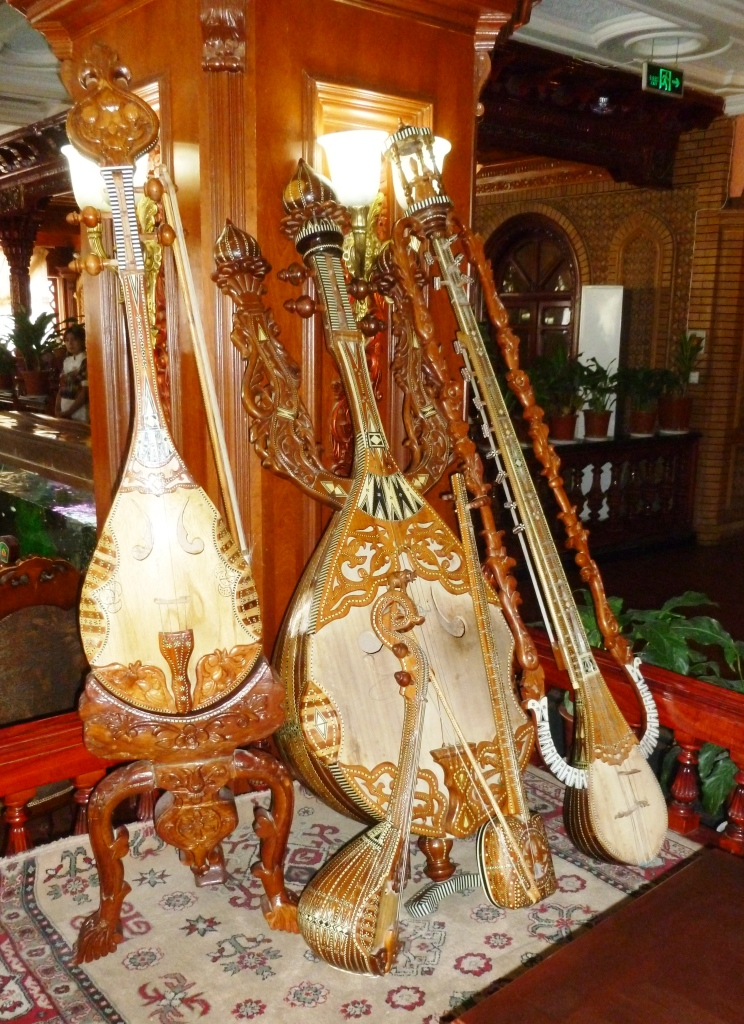
麦西热甫会用到的维吾尔乐器

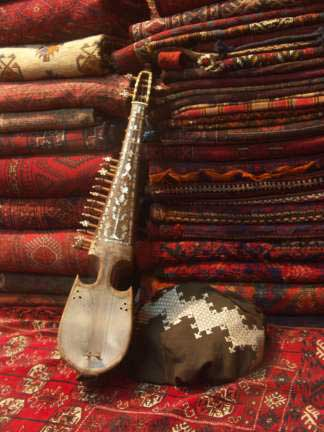
中亚的拨弦乐器热瓦甫，多用于演奏麦西热甫（图为阿富汗热瓦甫，热瓦甫流行于维吾尔族、乌孜别克族、柯尔克孜族、塔吉克族以及阿富汗人民间）

不同的麦西热甫，有不同文化功能区别，其前缀词因而不同，如，阔克(青春姑娘)麦西热甫、托依(婚礼)麦西热甫、开依提(惩诫)麦西热甫等等；根据生产生活和传统节日需要，通常麦西热甫在室外场院举办，参加者有由现场群众推选的「依给提比西」(司仪)、巡视官、执行官、法官、执行人、及民间艺人，有组织有程序地进行。一大特点是没有观众和演员的区别，每个人都是参与者。
完整的麦西热甫包含一系列传统表演艺术，如戏剧、音乐、舞蹈、口头文学、民间艺术、杂技、饮食文化和游戏。麦西热甫活动中的最综合的艺术形式是十二木卡姆，它融合了歌唱、舞蹈和娱乐。依靠技艺精湛的表演者和熟知内涵的司仪，麦西热甫的传承也赖於广大维吾尔民众的参与者。
各种麦西热甫活动不一定要演唱木卡姆，以‘摘遍’的方式挑出片断，但对于木卡姆而言，麦西热甫是最主要表现场合；换句话说，维吾尔族文化中，麦西热甫是典型的民间文化空间，像个大容器装盛维吾尔歌舞艺术、是“绿洲生活的‘经典时刻’，是族群‘见面’和‘通过’的文化之门...是绿洲上的‘欢乐颂’和‘狂欢节’，是绿洲上的一种生活方式和文化传统”。
麦西热甫唱词多短小，节奏欢快，舞蹈随鼓点趋热烈。麦西热甫充分反映维吾尔族积极、向上、乐观、幽默的天性。麦西热甫可能源于鄂尔浑回鹘汗国时期的某种仪式（公元9世纪回鹘人从漠北西迁至绿洲农耕定居），包括胜利庆祝、物品交换、歌舞娱乐、战争动员、政治结盟、祭拜天地祖先等系列活动纳到草原上的盛大聚会。麦西热甫也无时间限制，刀郎维吾尔人的麦西热甫以“有数百人参与其中，并且经常可持续一整晚”而著名。